# Schwarzstirnpapagei
Der Schwarzstirnpapagei (Touit huetii) ist eine neotropische Papageienart aus der Gattung der Buntschwanzpapageien (Touit). Das Artepitheton ehrt den französischen Tiermaler Nicolas Geneviève Huet (1767–1830).

## Merkmale
Der Schwarzstirnpapagei erreicht eine Länge von 15 cm. Das Grundgefieder ist grün, Brust und Bauch sind gelblichgrün. Ein schmales Stirnband und die Zügel sind blauschwarz. Der obere Wangenbereich ist violettblau. Scheitel und Ohrdecken sind olivbräunlich. Der Nacken zeigt einen olivbräunlichen Anflug, der auf den Seiten und dem Oberrücken in eine dunkelgrüne Färbung übergeht. Die Schenkel sind mattblau. Flügelbug, Unterflügeldecken und Achselfedern sind rot. Die Handdecken sind schwärzlich und grünblau. Die Schwungfedern sind schwarz mit grünen Rändern an den Außenfahnen. Die Unterschwanzdecken sind gelb. Die mittleren Steuerfedern sind grün mit breiten, schwarzen Spitzen. Die äußeren Steuerfedern sind violettrot mit breiten, schwarzen Spitzen. Um die Augen verläuft ein unbefiederter weißlicher Ring. Die Iris ist dunkelbraun. Die Füße sind grau. Der Schnabel ist gelblich-hornfarben mit einer grauen Spitzen. Die Weichen ähneln den Männchen, bei ihnen sind jedoch die äußeren Schwanzfedern gelbgrün mit einer schwarzen Spitze. Mit Ausnahme der grünen Stirn und der Zügel ähneln die Jungvögel den Weibchen.

## Vorkommen

Verbreitungsgebiet des Schwarzstirnpapageis (grün)

Das Verbreitungsgebiet erstreckt sich von Südost- und Süd-Venezuela über Nord-Guyana, Ost-Kolumbien, Ost-Ecuador, Ost-Peru, Nord-Bolivien, Brasilien südlich des Amazonas zwischen Belém und dem Río Tocantins, südwärts bis zur Serra do Cachimbo und Río Araguatins sowie dem Río Aripuana.

## Lebensraum
Der Schwarzstirnpapagei bewohnt feuchte Tieflandregenwälder, hauptsächlich Terra-Firme-Wälder, aber auch saisonal überschwemmte Várzea-Wälder, sie sich üblicherweise in Höhenlagen bis 900 m, seltener bis in 1300 m erstrecken. In Venezuela ist er in der Nähe von Flüssen anzutreffen.

## Wanderungen
Der Schwarzstirnpapagei lebt nomadisch in Oberamazonien und macht örtliche jahreszeitliche Wanderungen. Schwärme von dieser Art sind 1974, 1975 und 1980 auf Trinidad beobachtet wurden.

## Lebensweise
Der Schwarzstirnpapagei bildet in der Regel kleine Verbände und Schwärme von 12 bis 50 Individuen. Er ist selten einzeln oder paarweise anzutreffen. Die scheuen Vögel sind meist nur im Flug zu sehen, da das Gefieder im Blätterwerk der Bäume eine ideale Tarnung darstellt. Die Schwarzstirnpapageien halten sich tagsüber und zum Schlafen bevorzugt in hohen Baumwipfeln auf, kommen zur Nahrungsaufnahme aber auch in Büsche und niedrige Bäume, wo sie sich sehr lautlos verhalten. Die Papageien klettern geschickt in den Zweigen umher und besuchen regelmäßig Lehmlecken, wo sie sich mit Kobaltflügelsittichen (Brotogeris cyanoptera) vergesellschaften. Der Flug ist schnell und im Schwarm synchronisiert. Die Nahrung besteht aus Früchten, Samen, Beeren und kleinen Nüssen. Jungvögel wurden am Rio Aripuanã im Norden von Mato Grosso sowie im April in Süd-Venezuela beobachtet, was darauf hindeutet, dass die Brutzeit zwischen September und Dezember liegt.

## Stimme
Die häufigsten Rufe umfassen ein leicht nasales chruu oder ein zweisilbiges chu-ru. Während des Fluges rufen Individuen von (typischerweise großen) Gruppen gleichzeitig, wobei ein kontinuierliches, monotones, lautes Plappern zu hören ist. Beim Sitzen geben die Papageien auch ein leises churr von sich.

## Status
Der Schwarzstirnpapagei wird von der IUCN in die Kategorie „gefährdet“ (vulnerable) klassifiziert. Er ist nur sehr örtlich verbreitet. Da die Art sehr unauffällig ist und abgelegene Gebiete bewohnt, könnte sie häufiger sein, als die Aufzeichnungen vermuten lassen. Populationen wurden zwischen 2008 und 2009 in zwei Schutzgebieten (Floresta Estadual de Faro und Reserva Biológica Maicuru) im Norden des brasilianischen Bundesstaates Pará entdeckt.